# Nowa Wieś Reszelska
Nowa Wieś Reszelska (niem. Rosenschön) – wieś w Polsce położona w województwie warmińsko-mazurskim, w powiecie bartoszyckim, w gminie Bisztynek. Wieś została założona w XVIII wieku.
Przebiega przez nią niebieski szlak turystyczny (szlak napoleoński).

## Toponimia
Pierwszą znaną nazwą miejscowości była niemiecka nazwa Neudorf. Została ona zastąpiona przed rokiem 1755 nazwą Rosenschön, która funkcjonowała do 1945, kiedy wieś oficjalnie znalazła się w granicach Polski i zmieniła swoją nazwę na Nowa Wieś Reszelska.

## Historia
Miejscowość istniała już pomiędzy 1690 a 1750 rokiem. Najwcześniej jest wzmiankowana w książce będącej spisem miejscowej ludności z lat 1300–1900, Bewohner von Santoppen und Rosenschön, Ermland, zwischen 1300-1900, według której zamieszkiwała ją osoba o nazwisku Buick, żyjąca w latach 1690–1750. Według Ditricha Lange datą powstania wsi był rok 1730. Badania archeologiczne prowadzone w 2006 roku przez Instytut Archeologii Uniwersytetu Warszawskiego na terenie gminy wykazały w okolicach miejscowości ślad osadniczy, w postaci sześciu kawałków ceramiki datowanej epokowo na nowożytność.
9 lipca 1874 przez pruskie władze wprowadzone zostało rozporządzenie, na skutek którego został wprowadzony nowy podział administracyjny Prus. Utworzono okręg urzędowy Sątopy nr. 15 (niem. Amtsbezirk Santoppen nr. 15), w którego skład wchodziła miejscowość.
Po II wojnie światowej wieś znalazła się w granicach Polski. W 1954, po reformie podziału administracyjnego Nowa Wieś Reszelska należała do gromady Bisztynek w powiecie reszelskim, który pod koniec 1958 przemianowano na powiat biskupiecki. W latach 1975–1998 miejscowość administracyjnie należała do województwa olsztyńskiego.
Przed 1945 rokiem przez miejscowość przechodziła nieistniejąca już linia kolejowa Bischofstein – Bischdorf (Bisztynek – Sątopy-Samulewo). W miejscowości znajdowała się ładownia kolejowa, oraz kolej wąskotorowa, obsługująca nieistniejącą już miejscową cegielnie.

## Demografia
Według Narodowego Spisu Powszechnego Ludności i Mieszkań z 2021 roku liczba ludności we wsi Nowa Wieś Reszelska to 30 z czego 43,3% mieszkańców stanowią kobiety, a 56,7% ludności to mężczyźni. W latach 1998–2021 liczba mieszkańców zmalała o 36,2%. Współczynnik feminizacji we wsi wynosi 76 i jest znacznie mniejszy od współczynnika feminizacji dla województwa warmińsko-mazurskiego oraz znacznie mniejszy od współczynnika dla całej Polski. Według danych archiwalnych pochodzących z Narodowego Spisu Powszechnego Ludności i Mieszkań w 2002 roku we wsi Nowa Wieś Reszelska było 11 gospodarstw domowych.
| Data      | L. ludności |
| --------- | ----------- |
| 1820      | 94          |
| 1885      | 129         |
| 1905      | 161 osób    |
| 1933      | 127 osób    |
| 1939      | 97 osób     |
| 1998      | 47 osób     |
| 2002-2011 | 40 osób     |
| 2021      | 30 osób     |

## Sport i rekreacja
W centrum wsi znajduje się plac sportowo-rekreacyjny wykonany przez mieszkańców przy wsparciu gminy Bisztynek. Znajdują się na nim boisko do siatkówki plażowej, altany, wiaty, ławki, miejsce do grilla, miejsce na ognisko oraz plac zabaw. Plac jest miejscem, w którym co roku odbywa się festyn i sołeckie dożynki, na których m.in. rozgrywane są mecze siatkówki.
Przez wieś przechodzi Europejski Szlak Turystyczny, oznaczony kolorem niebieski nazywany Szlakiem Napoleońskim. Jest to domniemana trasa przemarszu wojsk napoleońskich na Moskwę w 1812 roku. Jest to też trasa przemarszu wojsk rosyjskich w 1914 roku – fragmentów tzw. armii Samsonowa.

## Kultura
W Nowej Wsi Reszelskiej wykształcił się zwyczaj corocznych pielgrzymek do wiejskiej kaplicy, który został zapoczątkowany przez ks. Józefa Leonowicza. Z okazji uroczystości Matki Boskiej Częstochowskiej, której wezwanie nosi kaplica, odbywa się tu odpust, połączony z sołeckimi dożynkami i festynem wiejskim.
Tradycja pieszych pielgrzymek do tak małego obiektu sakralnego, jak kaplica w Nowej Wsi Reszelskiej, została przez etnografkę Amudenę Rutkowską określona jako „niezwykła rzadkość”.

## Zabytki
- kaplica pw. Matki Boskiej Częstochowskiej[28]
- przydrożna kapliczka z rzeźbą Piety[28]
- grób nieznanego żołnierza poległego w 1914 roku[28]

## Zdjęcia

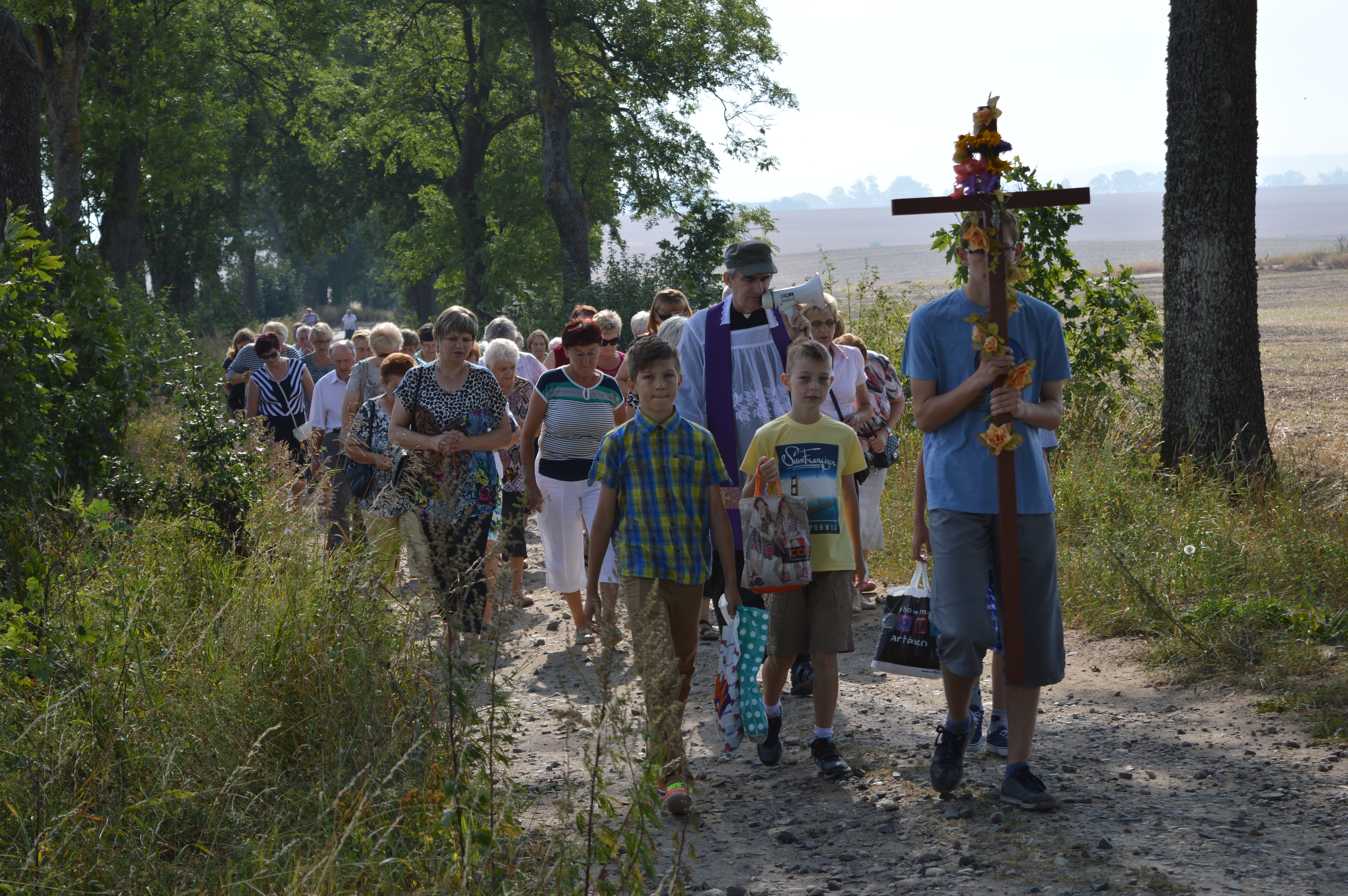
Pielgrzymka do kaplicy w Nowej Wsi Reszelskiej
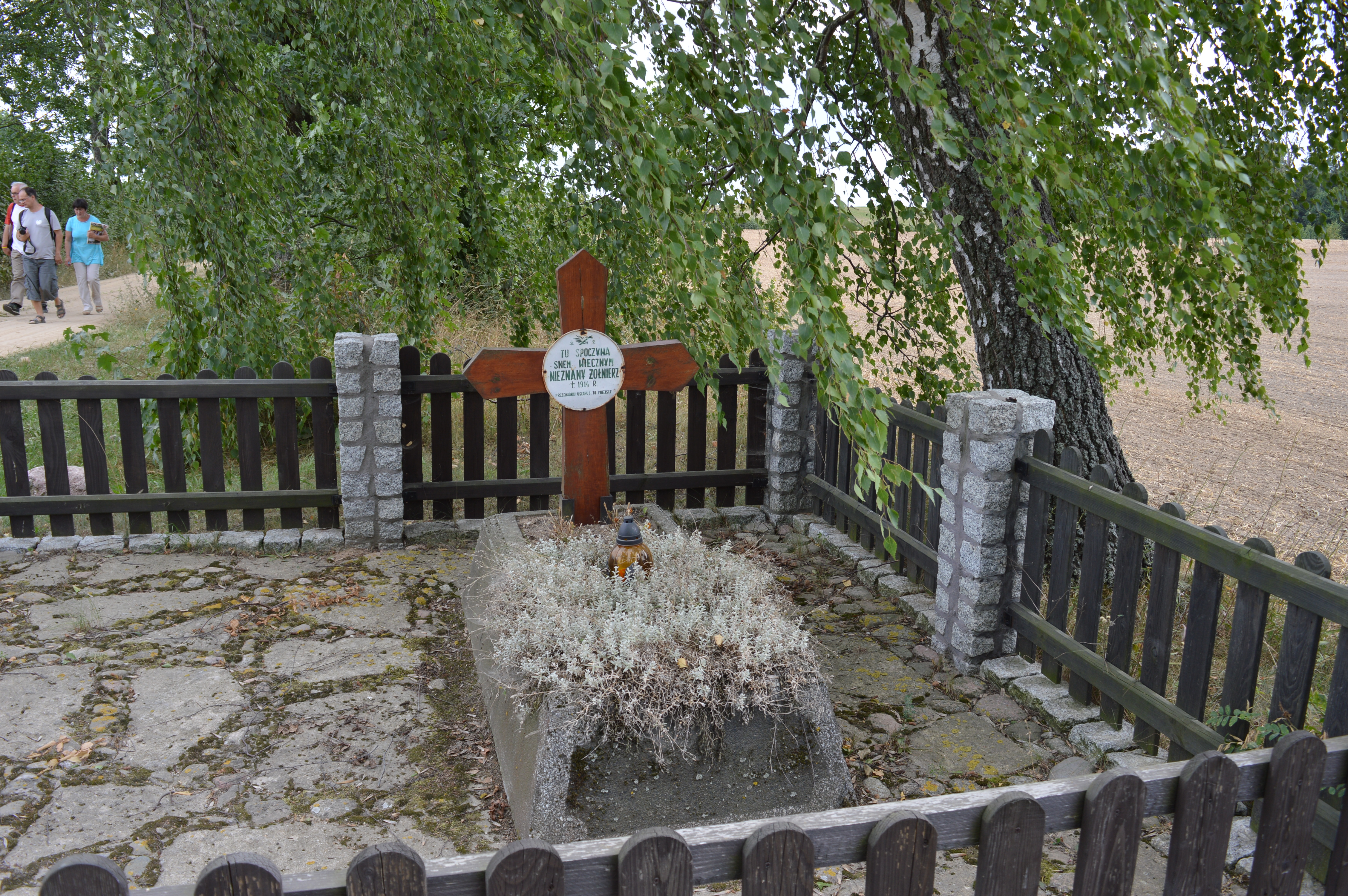
grób nieznanego żołnierza
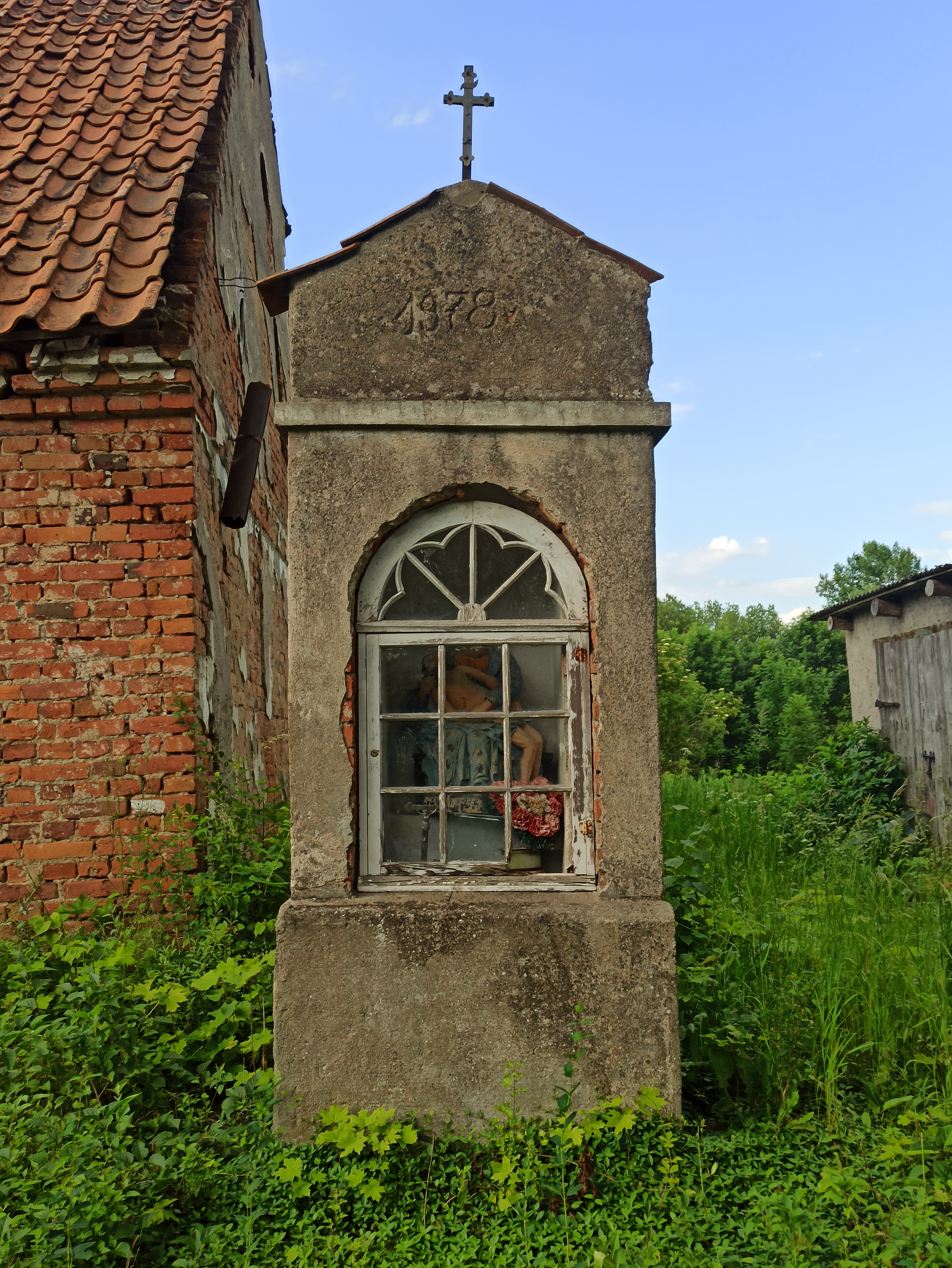
Przydomowa kapliczka w Nowe Wsi Reszelskiej
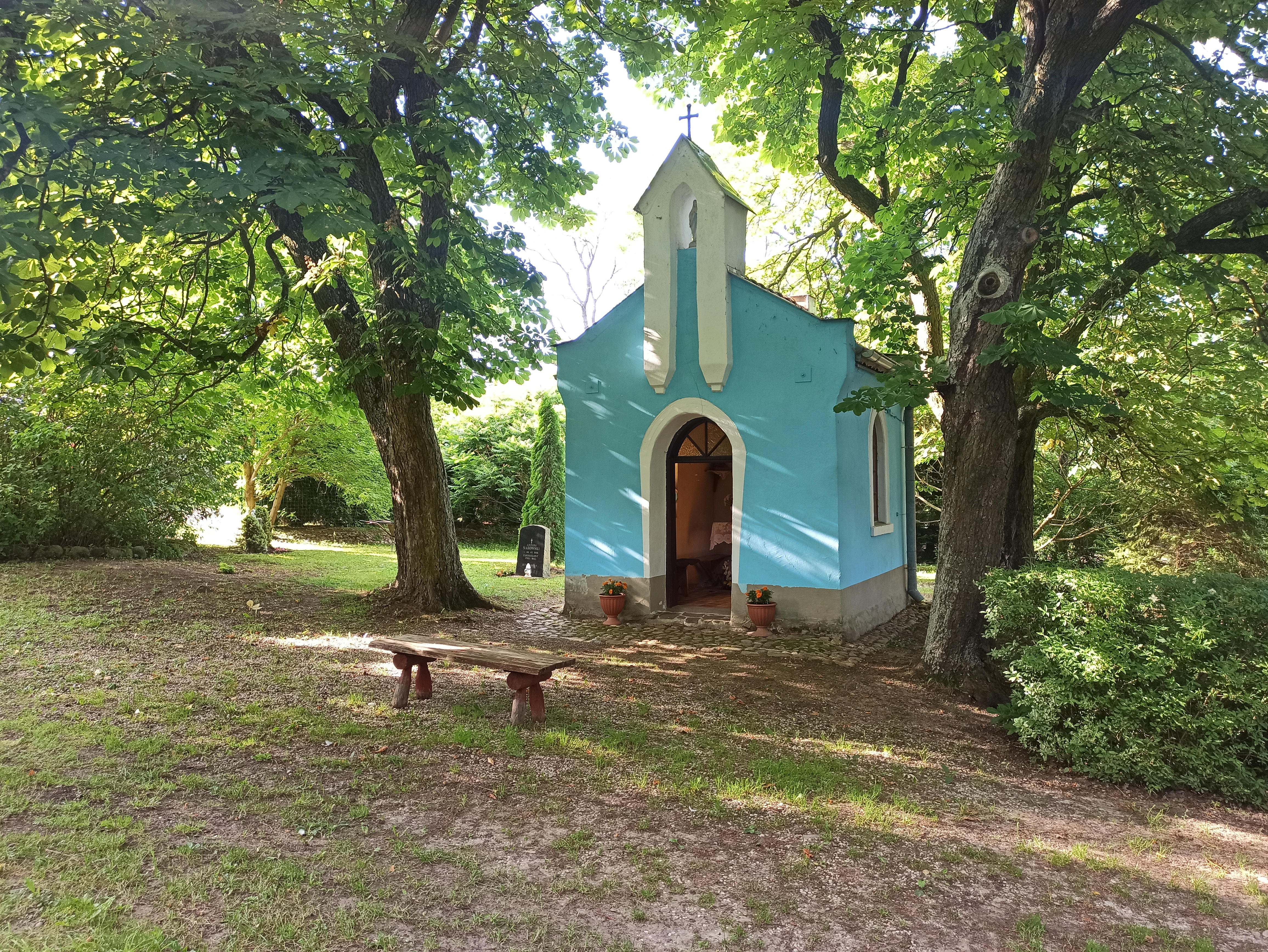
kaplica pw. Matki Boskiej Częstochowskiej w Nowej Wsi Reszelskej
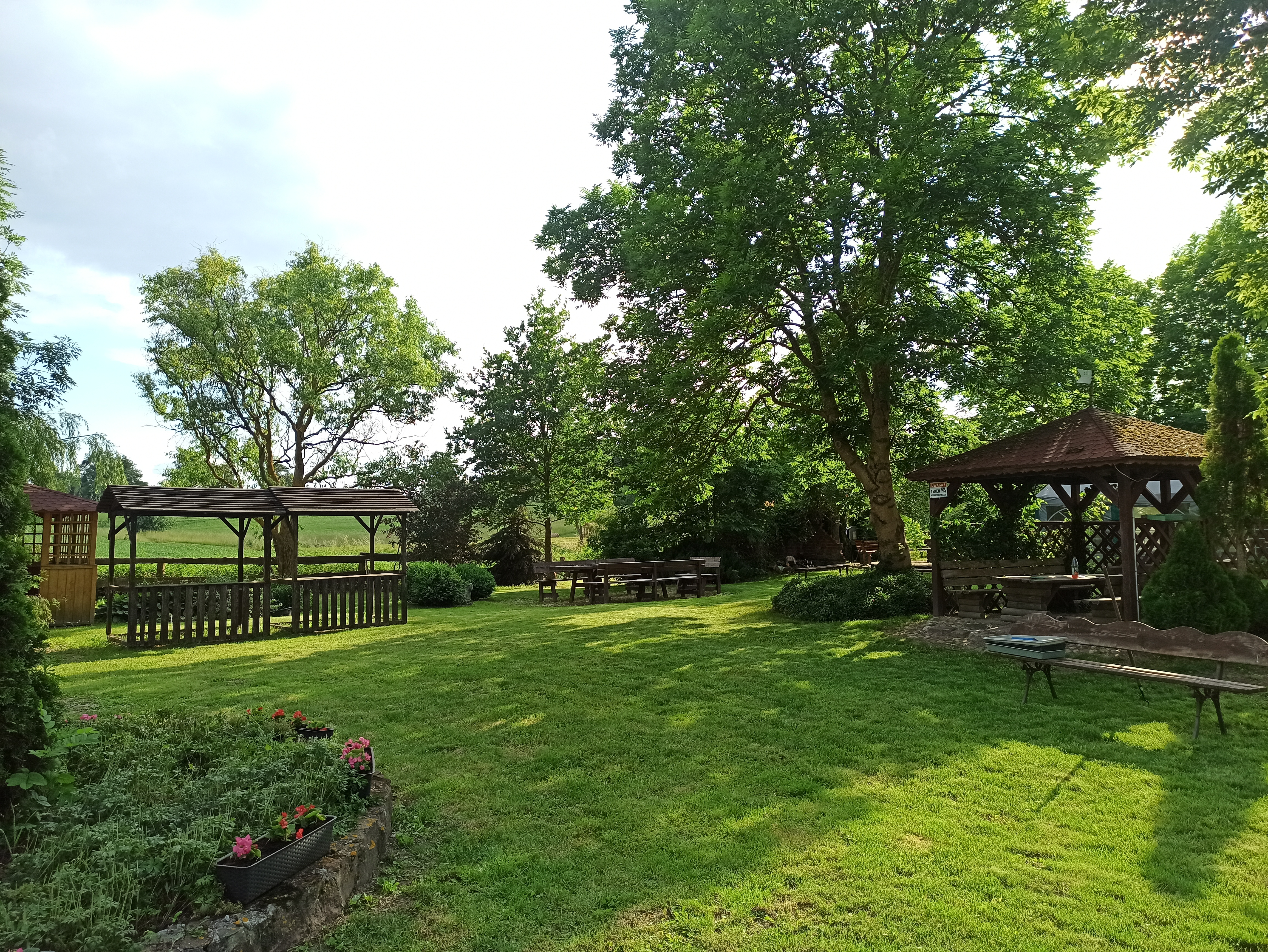
Plac sportowo-rekreacyjny w Nowej Wsi Reszelskiej